# Oracle Challenger Series – Indian Wells 2020
Die Oracle Challenger Series – Indian Wells 2020 war ein Tennisturnier der WTA Challenger Series 2020 für Damen sowie ein Tennisturniers der ATP Challenger Tour 2020 für Herren, welches zeitgleich vom 2. bis 8. März 2020 in Indian Wells ausgetragen wurde.

## Damenturnier
→ Qualifikation: Oracle Challenger Series – Indian Wells 2020/Damen/Qualifikation